# Cosmas le prêtre

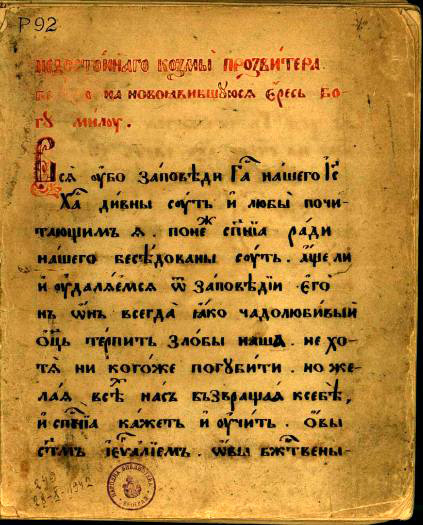
Page d'un manuscrit du traité

Cosmas le prêtre est un ecclésiastique bulgare actif dans la seconde moitié du Xe siècle, connu seulement comme auteur d'un Traité contre les Bogomiles en vieux slave.

## Le traité
Il s'agit dès l'origine, non d'une homélie pastorale, mais d'un texte écrit pour des lecteurs (ce qui se voit par sa longueur, mais aussi par des expressions utilisées par l'auteur). Parmi les titres figurant dans les manuscrits, le plus ancien et le plus authentique paraît être le suivant : « Cosmas, prêtre indigne. Discours (Slovo) contre la récente hérésie de Bogomil ».
Le texte est connu par des manuscrits tous très tardifs : neuf manuscrits dont les dates s'échelonnent de la fin du XVe  au XVIIe siècle, tous d'origine russe. Le plus ancien a été copié à Novgorod en 1494. Sur un autre, du XVIe siècle (de Kazan), on lit qu'il est une reproduction d'une copie établie pour l'archevêque Gennade de Novgorod (1484-1504), et d'autre part que cette copie elle-même avait eu pour modèle un manuscrit en parchemin « remontant à cinq cents ans ». L'archevêque Gennade combattit l'hérésie des Judaïsants, et on sait qu'en 1489 il recherchait une copie du Traité contre les Bogomiles. Les neuf manuscrits subsistant se divisent en trois familles dérivant d'un même archétype, sans doute vieux russe (d'après certaines graphies communes). Le traité de Cosmas a dû être introduit (et recopié) très tôt dans la Rus' de Kiev.
Le texte se divise en trois parties : une première (§ 1-42) qui dénonce et condamne l'hérésie des Bogomiles ; une seconde (§ 42-63) qui blâme les erreurs des orthodoxes, dont certaines leur sont communes avec les Bogomiles ; une troisième (§ 63-79) qui exhorte les fidèles et le clergé à combattre ces erreurs. Dans la première partie, une liste est faite de toutes les erreurs des Bogomiles pour en marquer l'énormité : erreurs sur la création divine, sur la croix, sur la communion, sur la liturgie, sur les prêtres et l'Église, sur l'Ancien Testament, sur le culte de la Vierge, sur celui des images, sur la foi dans la Loi et les prophètes, sur le diable prince du monde, sur le mariage et l'usage de la viande et du vin, sur le baptême et les enfants, sur les miracles du Christ, leurs prières, et enfin le refus du travail et de la soumission aux autorités et leur façon de pratiquer la confession. Dans la seconde partie, des erreurs et des vices répandus chez les orthodoxes sont vilipendés : ceux des mauvais moines, ambitieux, s'affranchissant des règles, gyrovagues, fainéants, ou reclus vaniteux ; la question du mariage légitime et des devoirs qu'il impose. Certains orthodoxes s'accordent avec les hérétiques bogomiles pour nier la sainteté du mariage et la possibilité de faire son salut dans ce monde. Dans la troisième partie, l'auteur s'adresse aux riches et leur rappelle leurs devoirs, souligne le lien entre richesse et instruction et le devoir de ceux qui possèdent les livres et le savoir de le communiquer à la foule ignorante, et termine sur les devoirs des pasteurs, prêtres et évêques, qui sont tenus d'instruire leurs ouailles et sont responsables de leurs égarements, et qui doivent prendre exemple sur de grands modèles, particulièrement le dernier en date, Jean l'Exarque. Le texte est parsemé de nombreuses citations des Écritures (près de 240), parfois à la file, notamment des épîtres de saint Paul (environ 70).
Cosmas indique (§ 2) que le prêtre hérétique Bogomil a commencé sa prédication sous le règne du tsar Pierre Ier (927-969), ce qui implique qu'il écrit après la mort de celui-ci. D'autre part il parle de Jean l'Exarque (dont on sait qu'il a composé ses deux principaux ouvrages conservés avant 915) comme d'un homme encore vivant, « ancien pasteur et exarque en pays bulgare » (§ 79), donc vieux et sans doute retiré dans un monastère. Par ailleurs, Cosmas dit écrire dans « des temps mauvais » (§ 79), où règnent « la guerre et l'affliction » (§ 67). De fait, les années qui suivirent la mort de Pierre Ier (30 janvier 969) furent désastreuses pour la Bulgarie : en 971, le pays fut le théâtre d'une guerre entre l'empereur byzantin Jean Tzimiscès et le prince païen de Kiev Sviatoslav Ier, la capitale Preslav fut prise par les Byzantins, le tsar Boris II emmené à Constantinople avec toute sa famille et dépouillé de son titre de souverain. C'est à cette époque, peut-être en 972, qu'a dû être écrit le texte.
Le texte contient très peu d'informations sur l'auteur lui-même : c'était un prêtre conservateur, instruit, qui parle aux évêques avec autorité et en se mettant avec eux sur un pied d'égalité (cf. § 79 : « C'est alors vraiment que nous sommes évêques ») ; sans être évêque, il devait exercer de hautes fonctions dans le clergé. Sa langue est le vieux slave (plutôt vieux bulgare car à l'époque, il n'y a pas d'autre langue slave écrite) oriental (à l'origine du macédonien selon les érudits de ce pays) : il vivait cependant dans la région de Preslav à l'est de la Bulgarie (et non dans celle d'Ohrid en Macédoine). En dehors de la Bible, il cite aussi à plusieurs reprises le sermon Sur les pseudo-prophètes de Jean Chrysostome.

### Édition
- Le traité contre les Bogomiles de Cosmas le Prêtre (fin du Xe siècle), édition et traduction du vieux salve (slavon) par Henri-Charles Puech et André Vaillant, (texte original et traduction française, puis une dissertation d'H.-Ch. Puech, p. 129-346, intitulée Cosmas le Prêtre et le bogomilisme), Travaux publiés par l'Institut d'études slaves XXI, Paris, Imprimerie nationale, 1945, 348 p.

### Études
- André Vaillant, « Le traité contre les Bogomiles du prêtre Cosmas », Revue des études slaves, vol. 21, 1944, p. 46-89.